# Ian Thomas (musicista)
Ian Thomas (Cardiff, 1963) è un batterista britannico.
Ha lavorato come session man con Mark Knopfler, Eric Clapton, Sting, Elton John e Paul McCartney.